# Гливиці (станція)
Гливиці (пол. Gliwice) — залізнична станція польських залізниць, розташована в однойменному місті. Другий найбільший після станції Катовиці залізничний вузол Сілезії. Згідно класифікації польських залізниць входить до числа станцій категорії Преміум.

## Залізничні лінії
- Лінія №137 Катовиці – Легниця
- Лінія №141 Катовиці-Лігота – Гливиці
- Лінія №147 Забже-Біскупиці – Гливиці
- Лінія №168 Гливиці – Гливиці-Лабенди
- Лінія 200 Гливиці – Гливиці-Сосниця